# Maison Françoise-Simard
La maison Françoise-Simard est une résidence rurale située au 1722, chemin Saint-Joseph dans l'arrondissement de La Baie à Saguenay au Québec (Canada). Construite vers 1850, cette maison vernaculaire est l'une des plus vieilles du secteur. Elle a été citée en 1991 par la ville de La Baie. Elle est utilisée comme résidence de tourisme.

## Histoire
La maison Françoise-Simard a été bâtie vers 1850. Elle est l'une des plus anciennes de la région. Elle est aussi la maison natale de Françoise Simard (1851 - 1937), fondatrice avec le Mgr Michel-Thomas Labrecque des Sœurs de Notre-Dame du Bon-Conseil de Chicoutimi.
Une annexe en appentis a ensuite été ajoutée. Une galerie couverte ceinturant trois côté de la maison est ajouté au tournant du XXe siècle. Elle a été citée comme immeuble patrimonial le 4 mars 1991 par la Ville de La Baie (fusionnée à Saguenay en 2002).